# السلیل
السلیل (به عربی: السلیل) یک شهر در عربستان سعودی است.